# Paasaanslagen in Nigeria in 2013
Op 29 maart, Goede Vrijdag, en op 31 maart 2013, Eerste Paasdag, vonden in Nigeria aanvallen plaats op christelijke dorpen, in de staat Kaduna. Hierbij kwamen ten minste 28 personen om het leven. De aanvallen werden uitgevoerd door Fulani-moslims. In het dorp Ataka vielen negentien doden, in het dorp Ratas negen. Op Eerste Paasdag sloegen in de wijde omgeving duizenden mensen op de vlucht.